# K.A.R.D
KARD (tiếng Hàn: 카드, cũng được cách điệu thành K.A.R.D hay K♠RD) là một nhóm nhạc nam nữ của Hàn Quốc do hãng DSP Media thành lập và quản lý kể từ năm 2016. Nhóm gồm 4 thành viên, 2 thành viên nam: J.Seph, B.M và 2 thành viên nữ: Somin, Jiwoo. KARD đã cho phát hành ba đĩa đơn dự án trước khi nhóm chính thức ra mắt vào ngày 19 tháng 7 năm 2017 với mini album đầu tay, Hola Hola.
Trước khi ra mắt, nhóm đã phát hành ba đĩa đơn pre-debut: " Oh NaNa " vào ngày 13 tháng 12 năm 2016, tiếp theo là " Don't Recall " vào ngày 16 tháng 2 năm 2017 và " Rumour " vào ngày 24 tháng 4 năm 2017.

## Lịch sử

### Trước khi ra mắt
Somin trước đây là thành viên của nhóm nhạc nữ Puretty hoạt động tại Nhật Bản thuộc DSP Media, và đã cho phát hành một số đĩa đơn như "Cheki☆Love" (2012), "Shuwa Shuwa BABY" (2013), và cuối cùng tan rã vào năm 2014 với kế hoạch cho các thành viên ra mắt một lần nữa ở các nhóm nhạc khác nhau.
Giữa năm 2014, Somin vào được vòng chung kết của Kara Project, một chương trình truyền hình mà trong đó 7 thực tập sinh của DSP Media thi đấu với nhau để giành lấy cơ hội trở thành thành viên mới của nhóm nhạc nữ cùng công ty chủ quản Kara sau khi hai thành viên Nicole Jung và Kang Ji-young rời nhóm. Dù tiến vào được vòng chung kết nhưng Somin lại chỉ giành được vị trí thứ hai, còn ngôi quán quân thuộc về Heo Young-ji.
Vào ngày 24 tháng 8 năm 2015, Somin ra mắt một lần nữa với tư cách là nhóm trưởng nhóm nhạc nữ mới April của DSP Media. Vào ngày 9 tháng 11 cùng năm, DSP Media thông báo rằng sau một thời gian dài thảo luận và cùng nhau xem xét về tương lai của Somin, cô đã quyết định rời April.
J.Seph được đào tạo trong 5 năm và B.M được đào tạo trong 4 năm rưỡi tại DSP Media. DSP Media đã lên kế hoạch ra mắt họ trong một bộ đôi hip hop, nhưng sau đó các kế hoạch đã được thay đổi. Trước khi ra mắt, B.M đã góp giọng trong bài hát "La La La" của Goo Ha-ra trong mini album riêng đầu tay, Alohara (Can You Feel It?) năm 2015 của cô, và cũng là bạn nhảy của cô cho video âm nhạc và các buổi biểu diễn trực tiếp của ca khúc chủ đề "Choco Chip Cookies".
Thành viên cuối cùng của nhóm là Jiwoo, cô được đào tạo tại FNC Entertainment trong 2 năm, sau đó cô chuyển sang DSP Media vào năm 2016, và được đào tạo trong 2 tháng trước khi ra mắt với KARD.

### 2016–2017: Đĩa đơn dự án

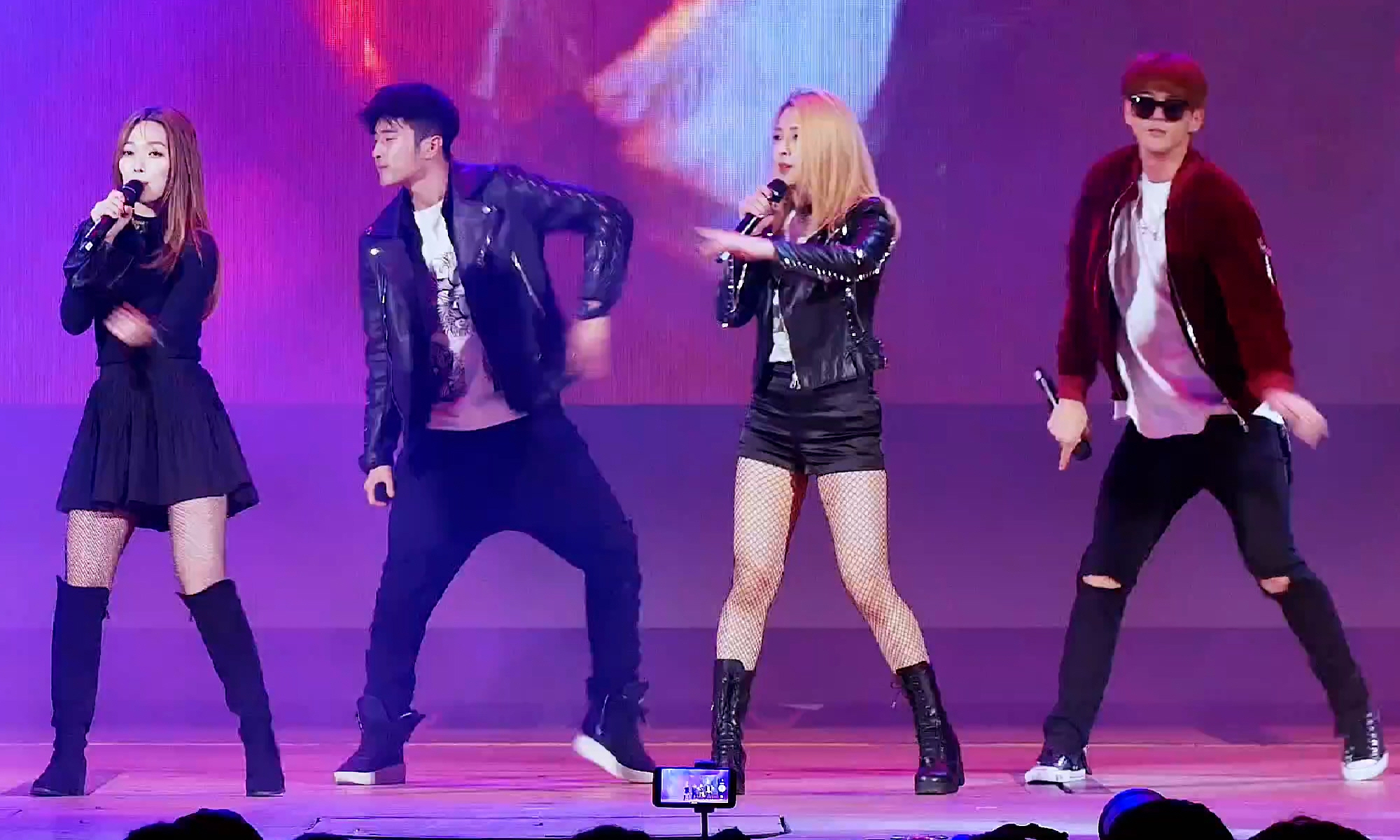
KARD biểu diễn "Oh Nana"

Vào ngày 8 tháng 12 năm 2016, kênh YouTube chính thức của KARD đã tiết lộ rằng thành viên ẩn đầu tiên là Youngji của Kara, và 5 thành viên, bao gồm thành viên ẩn Youngji đã thực hiện một buổi phát sóng trực tiếp trên ứng dụng V App. Vào ngày 9 tháng 12, đoạn giới thiệu video âm nhạc của "Oh NaNa" đã được phát hành. Vào ngày 13 tháng 12 năm 2016, họ đã phát hành đĩa đơn dự án đầu tiên có tựa đề "Oh NaNa" với Heo Young-ji đại diện cho "lá bài bí ẩn". Họ đã lên kế hoạch phát hành ba đĩa đơn dự án trước khi ra mắt chính thức.
Vào ngày 19 tháng 1 năm 2017, Billboard đã chọn KARD là một trong top 5 nghệ sĩ K-pop đáng chú ý nhất. Đĩa đơn dự án tiếp theo của họ "Don't Recall" đã được phát hành vào ngày 16 tháng 2 năm 2017, tiếp theo là phiên bản tiếng Anh vào ngày 1 tháng 3
Vào ngày 21 tháng 4, LG Electronics đã chọn họ làm đại sứ toàn cầu cho điện thoại thông minh G6. Tất cả nội dung cho dự án thứ ba "Rumor" của họ bao gồm các video âm nhạc, sẽ được hợp tác với LG Electronics G6. Đĩa đơn dự án thứ ba và cuối cùng của họ, mang tên "Rumor", được phát hành vào ngày 24 tháng 4. Sau khi phát hành, đĩa đơn này đứng ở vị trí số 1 tại 13 quốc gia trên bảng xếp hạng K-Pop của iTunes và xếp hạng cao trên bảng xếp hạng iTunes ở Mỹ, Đông Nam Á, và Châu Âu. Nhóm đã tổ chức chuyến lưu diễn đầu tiên, 2017 The 1st Tour "Wild K.A.R.D", tại Mỹ vào giữa tháng 5 đến tháng 6 năm 2017.

### 2017–2018: Ra mắt và lưu diễn
Các bài chính: Hola Hola (EP) , You & Me (EP) , và Ride on the Wind
Vào ngày 19 tháng 7 năm 2017, họ đã phát hành mini album đầu tay, Hola Hola. Mini album với sáu bài hát có chứa các đĩa đơn dự án trước đó của họ, cũng như ca khúc chủ đề "Hola Hola". Họ đã thực hiện buổi biểu diễn truyền hình chính thức trên M Countdown vào ngày 19 tháng 7. Chuyến lưu diễn Wild Kard của họ được tổ chức vào tháng 9 năm 2017, với năm ngày ở Châu Âu tại London, Lisbon, Madrid, Milan và Rotterdam, và năm ngày ở Bắc Mỹ tại Minneapolis, Washington, D.C., New York City, Miami, và San Francisco. Nhóm đã phát hành mini album thứ hai, You & Me, vào ngày 21 tháng 11 với ca khúc chủ đề "You In Me".
Các thành viên nữ của nhóm, Somin và Jiwoo, đã góp giọng trong phiên bản đặc biệt của ca khúc "Lo Siento", đĩa đơn từ album Replay (một album được tái phát hành từ album phòng thu thứ tám, Play) của Super Junior. Phiên bản này được bao gồm trong phiên bản kỹ thuật số của album. Album được phát hành vào ngày 12 tháng 4 năm 2018. Somin và Jiwoo đã tham gia cùng với Super Junior để biểu diễn trên các chương trình âm nhạc hàng tuần của Hàn Quốc. KARD đã tổ chức một chuyến lưu diễn được tổ chức tại bốn quốc gia, bao gồm Singapore, Đài Loan, Hồng Kông và Philippines. Nhóm cũng đã biểu diễn tại South By Southwest (SXSW) 2018. Họ là nhóm nhạc K-pop duy nhất trong trong danh sách "những nhóm đáng để kỳ vọng nhất năm 2018" được chọn bởi FUSE TV. FUSE TV đã chọn 16 đội dự kiến sẽ có mặt trong năm 2018 trong số các đội tham gia lễ hội âm nhạc "SXSW", thị trường âm nhạc lớn nhất nước Mỹ. Vào ngày 14 tháng 4, họ đã gặp gỡ người hâm mộ địa phương thông qua "2018 WILD KARD TOUR" trong Hội trường Kasablanka ở Jakarta, Indonesia. Hai cuộc họp được tổ chức ở Melbourne, Úc vào ngày 26 tháng 4 và Sydney, Úc vào ngày 29. Vào ngày 25 tháng 7 năm 2018, họ đã trở lại với mini album thứ ba, Ride On the Wind. Họ đã trở lại thông qua M Countdown vào ngày 26 tháng 7.
Vào ngày 19 tháng 8 năm 2019, họ đã tổ chức buổi hòa nhạc riêng đầu tiên sau khi ra mắt tại Hàn Quốc. Vào ngày 27 tháng 3, họ đã trở lại với đĩa đơn kỹ thuật số đầu tiên "Bomb Bomb". Vào ngày 21 tháng 9, họ đã trở lại với "Dumb Litty". Nhóm đã được xếp hạng trong top 50 doanh số bán hàng kỹ thuật số theo Billboard.
Vào ngày 6 tháng 11, KARD xuất hiện tại phòng thu "Young Hollywood" ở Los Angeles, cùng trò chuyện về sự trở lại của họ với ca khúc "Dumb Litty" và chơi trò chơi Mystery Box Challenge.

### 2019-2020:Red MoonvàWay with Words
Các bài chính: Bom Bomb , Dumb Litty , Red Moon (Kard EP) và Way with Words
Vào ngày 27 tháng 3 năm 2019, họ đã trở lại với đĩa đơn kỹ thuật số đầu tiên " Bomb Bomb ".  "Bomb Bomb" trở thành bài hát đứng đầu thứ năm của nhóm trên bảng xếp hạng Billboard World Digital Song Sales, ra mắt và đạt vị trí thứ ba.  Một tháng sau, Kard tổ chức buổi hòa nhạc thứ hai của họ ở Seoul được đặt tên là "2019 Wild Kard in Seoul" tại Mary Hall của Đại học Sogang ở Mapo-gu, Seoul vào ngày 27 tháng 4.  Tháng sau, Kard biểu diễn tại Dream Concert 2019 được tổ chức tại Sân vận động World Cup ở Sangam-dong, Seoul vào ngày 18 tháng 5.
Vào ngày 12 và 14 tháng 7, Kard bắt đầu chuyến lưu diễn hai thành phố ở Ấn Độ được gọi là "Play Your Kard Right Tour", với ban nhạc biểu diễn tại Sân vận động trong nhà Talkatora ở Delhi và thành phố Guwahati .
Vào ngày 21 tháng 9, Kard đã có một sự trở lại khác với đĩa đơn kỹ thuật số thứ hai của họ, " Dumb Litty ". Sau thành công của đĩa đơn đạt vị trí thứ ba trên bảng xếp hạng Billboard World Digital Song Sales, Kard ra mắt trên bảng xếp hạng Billboard Social 50 , xếp ở vị trí thứ 41 trong bảng thống kê vào ngày 5 tháng 10 khi họ tăng 39% lượt đề cập trên Twitter và tăng 457% số người đăng ký YouTube.
Trong suốt tháng 10, Kard bắt đầu thực hiện "Wild Kard Tour in USA 2019" với năm ngày concert được tổ chức tại các thành phố khác nhau ở Hoa Kỳ. Chuyến lưu diễn kết thúc vào ngày 27 tháng 10 tại Nhà hát Buckhead ở Atlanta.  Tháng sau, vào ngày 6 tháng 11, Kard xuất hiện tại studio Young Hollywood ở Los Angeles, nói về ca khúc trở lại của họ "Dumb Litty" và chơi trò chơi Mystery Box Challenge.
Vào ngày 12 tháng 2 năm 2020, Kard phát hành EP thứ tư của họ, Red Moon .  EP ra mắt và đạt vị trí thứ 10 trên Bảng xếp hạng Album Gaon trong tuần kết thúc vào ngày 15 tháng 2, sau khi báo cáo 1.453 bản được bán ra, trước khi báo cáo tổng cộng 1.752 bản đã được bán trong hai tuần đầu tiên.  Ngoài ra, ca khúc chủ đề cùng tên của nó đã đạt được vị trí cao nhất là vị trí thứ 8 trên Bảng xếp hạng doanh số bài hát kỹ thuật số thế giới của Billboard .
Vào ngày 26 tháng 8 năm 2020, Kard phát hành album đơn đầu tiên Way with Words và ca khúc chủ đề "Gunshot".  BM đã viết, sáng tác và sắp xếp ca khúc chủ đề, cùng với các thành viên khác cũng đóng góp vào album.  "Gunshot" đạt vị trí cao nhất là vị trí thứ 9 trên Bảng xếp hạng doanh số bài hát kỹ thuật số thế giới Billboard vào ngày 12 tháng 9 và dành tổng cộng ba tuần trên bảng xếp hạng.
Vào ngày 5 tháng 10, J.Seph lặng lẽ nhập ngũ để thực hiện nghĩa vụ quân sự bắt buộc với tư cách là một người lính tại ngũ.  Kard sau đó tiếp tục quảng bá với tư cách là một nhóm ba mảnh, biểu diễn trực tiếp đầu tiên mà không có J.Seph trong mùa thứ hai của loạt phim trực tuyến KCON : TACT được tổ chức vào ngày 16–25 tháng 10.  BM ra mắt với tư cách là nghệ sĩ solo đầu tiên của nhóm vào năm 2021, phát hành album đơn The First Statement vào ngày 2 tháng 7.

### 2022- nay: Trở lại với Re
Bài chi tiết: Re: (EP)
Vào ngày 21 tháng 1, BM đã phát hành sự trở lại solo đầu tiên của mình với đĩa đơn "Lost in Euphoria."
Vào ngày 4 tháng 4, đã có xác nhận rằng J. Seph đã xuất ngũ. Tuy nhiên, do sự lây lan của COVID-19 , kỳ nghỉ cuối cùng của J. Seph là vào giữa tháng Hai, nơi anh đã không trở lại nghĩa vụ quân sự và được xuất ngũ sớm.  Vào ngày 28 tháng 5, DSP Media thông báo rằng Kard sẽ phát hành một album mới vào tháng 6 và tiếp tục mọi hoạt động, đánh dấu sự ra mắt nhóm đầy đủ đầu tiên của họ sau 22 tháng.  EP thứ năm của họ, Re:, được phát hành vào ngày 22 tháng 6 với ca khúc chủ đề "Ring The Alarm".
Vào ngày 7 tháng 7, DSP Media thông báo rằng Kard đã gia hạn hợp đồng với họ thêm ba năm.

## Thành viên

### Thành viên hiện tại
| Nghệ danh | Nghệ danh | Tên thật                   | Tên thật | Tên thật | Tên thật       | Ngày sinh         | Vai trò                                    | Lá bài đại diện | Nhóm máu |
| Latin hóa | Hangul    | Latin hóa                  | Hangul   | Hanja    | Hán Việt       | Ngày sinh         | Vai trò                                    | Lá bài đại diện | Nhóm máu |
| --------- | --------- | -------------------------- | -------- | -------- | -------------- | ----------------- | ------------------------------------------ | --------------- | -------- |
| J.Seph    | 제이셉    | Kim Tae-hyung              | 김태형   | 金泰亨   | Kim Thái Hanh  | 21 tháng 6, 1992  | Main Rapper, Lead Dancer, Vocalist         | Ace             | O        |
| B.M[1]    | 비엠      | Matthew Kim / Kim Jin-seok | 매튜 김  | 金珍錫   | Kim Trân Tích  | 20 tháng 10, 1992 | Main Dancer, Lead Rapper, Vocalist         | King            | A        |
| Somin     | 소민      | Jeon So-min                | 전소민   | 全昭珉   | Toàn Chiêu Mân | 22 tháng 8, 1996  | Main Vocalist, Visual                      | Black jokeR     | A        |
| Jiwoo     | 지우      | Jeon Ji-woo                | 전지우   | 全志佑   | Toàn Chí Hữu   | 4 tháng 10, 1996  | Main Dancer, Lead Vocalist, Rapper, Maknae | Color jokeR     | A        |

## Danh sách đĩa nhạc

### Mini album
| Tên              | Chi tiết album | Thứ hạng cao nhất | Thứ hạng cao nhất | Doanh số                                        |
| Tên              | Chi tiết album | HQ                | TG                | Doanh số                                        |
| ---------------- | --- | ----------------- | ----------------- | ----------------------------------------------- |
| Hola Hola        | - Phát hành: 19 tháng 7 năm 2017 - Hãng đĩa: DSP Media, LOEN Entertainment - Định dạng: CD, tải nhạc kỹ thuật số  | 2                 | 3                 | - Hàn: 109,140+ - Hoa Kỳ: 18,343+               |
| You & Me         | - Phát hành: 21 tháng 11 năm 2017 - Hãng đĩa: DSP Media, LOEN Entertainment - Định dạng: CD, tải nhạc kỹ thuật số | 8                 | 4                 | - Hàn: 18,783+ - Nhật: 3,193+ - Hoa Kỳ: 12,775+ |
| Ride On The Wind | - Phát hành: 25 tháng 7 năm 2018 - Hãng đĩa: DSP Media, LOEN Entertainment - Định dạng: CD, tải nhạc kỹ thuật số  | 7                 | 8                 | - Hàn: 7,681                                    |
| Red Moon         | - Phát hành: 12 tháng 2 năm 2020 - Hãng đĩa: DSP Media, LOEN Entertainment - Định dạng: CD, tải nhạc kỹ thuật số  | 10                | —                 | - Hàn: 6,520                                    |
| Re:              | - Phát hành: 22 tháng 6 năm 2022 - Hãng đĩa: DSP Media, LOEN Entertainment - Định dạng: CD, tải nhạc kỹ thuật số  | 12                | —                 | - Hàn: 26,813                                   |

### Đĩa đơn
| Tên                                               | Năm  | Thứ hạng cao nhất | Thứ hạng cao nhất | Thứ hạng cao nhất | Album            | Chú thích           |
| Tên                                               | Năm  | KOR               | CHN               | US World          | Album            | Chú thích           |
| ------------------------------------------------- | ---- | ----------------- | ----------------- | ----------------- | ---------------- | ------------------- |
| "Oh NaNa"                                         | 2016 | —                 | —                 | 5                 | Hola Hola        | HiDden: Yeena       |
| "Don't Recall"                                    | 2017 | —                 | 18                | 4                 | Hola Hola        | HiDden: Liu Qing Yu |
| "Rumor"                                           | 2017 | —                 | —                 | 3                 | Hola Hola        | HiDden: Rachel      |
| "Hola Hola"                                       | 2017 | 76                | —                 | 4                 | Hola Hola        | —                   |
| ''You In Me''                                     | 2017 | —                 | —                 | 11                | You&Me           | —                   |
| ''Ride On The Wind''                              | 2018 | —                 | —                 | 19                | Ride On The Wind | —                   |
| "Bomb Bomb"                                       | 2019 | —                 | —                 | 3                 | Non-album single | —                   |
| "Dumb Litty"                                      | 2019 | —                 | —                 | 3                 | Red Moon         | —                   |
| "Red Moon"                                        | 2020 | —                 | —                 | 8                 | Red Moon         |                     |
| "Gunshot"                                         | 2020 | —                 | —                 | 9                 | Way with Words   |                     |
| "Ring the Alarm"                                  | 2022 | —                 | —                 | —                 | Re:              |                     |
| "—" cho biết bài hát không lọt vào bảng xếp hạng. |      |                   |                   |                   |                  |                     |

### Hợp tác
| Năm  | Tên               | Thành viên | Album/Đĩa đơn              | Chú thích              |
| ---- | ----------------- | ---------- | -------------------------- | ---------------------- |
| 2014 | "White"           | Somin      | White Letter               | Cùng Chaewon của April |
| 2014 | "You Are the One" | Somin      | White Letter               | Cùng Chaewon của April |
| 2015 | "La La La"        | B.M        | Alohara (Can You Feel It?) | Goo Ha-ra ft. B.M      |

### Thứ hạng trên các show âm nhạc cuối tuần
| Album                                             | Bài hát          | Thứ hạng cao nhất | Thứ hạng cao nhất | Thứ hạng cao nhất | Thứ hạng cao nhất | Thứ hạng cao nhất | Thứ hạng cao nhất | Thứ hạng cao nhất | Thứ hạng cao nhất | Thứ hạng cao nhất |
| Album                                             | Bài hát          | M Countdown       | Music Bank        | Show! Music Core  | Inkigayo          | The Show          | Show Champion     | Showpion          | Show2n            | Số cúp            |
| Năm 2017                                          | Năm 2017         | Năm 2017          | Năm 2017          | Năm 2017          | Năm 2017          | Năm 2017          | Năm 2017          | Năm 2017          | Năm 2017          | Năm 2017          |
| ------------------------------------------------- | ---------------- | ----------------- | ----------------- | ----------------- | ----------------- | ----------------- | ----------------- | ----------------- | ----------------- | ----------------- |
| Hola Hola                                         | Hola Hola        | 4                 | —                 | 22                | 17                | —                 | —                 | 4                 | 2                 | 0                 |
| You In Me                                         | You In Me        | 10                | —                 | 23                | —                 | 3                 | —                 | 2                 | 5                 | 0                 |
| Năm 2018                                          |                  |                   |                   |                   |                   |                   |                   |                   |                   |                   |
| Ride On The Wind                                  | Ride On The Wind | 10                | —                 | 26                | —                 | 2                 | —                 | 5                 | 12                | 0                 |
| "—" cho biết bài hát không lọt vào bảng xếp hạng. |                  |                   |                   |                   |                   |                   |                   |                   |                   |                   |

## Danh sách phim

### Phim truyền hình
| Năm  | Tên              | Kênh      | Thành viên | Vai        | Chú thích            |
| ---- | ---------------- | --------- | ---------- | ---------- | -------------------- |
| 2014 | KARA Secret Love | Dramacube | Somin      | Chính mình | Cameo                |
| 2015 | April Episode    | DSP Media | Somin      | Chính mình | Vai chính cùng April |

### Chương trình thực tế
| Năm  | Tên          | Kênh      | Thành viên | Vai      | Chú thích                           |
| ---- | ------------ | --------- | ---------- | -------- | ----------------------------------- |
| 2014 | Kara Project | MBC Music | Somin      | Thí sinh | Tham gia cùng thành viên ẩn Youngji |

## Danh sách video

### Video âm nhạc
| Năm  | Tên            | Đạo diễn               |
| ---- | -------------- | ---------------------- |
| 2016 | "Oh NaNa"      | INSP, SUIKO (Koinrush) |
| 2017 | "Don't Recall" | INSP, SUIKO (Koinrush) |
| 2017 | "Rumor"        | INSP, SUIKO (Koinrush) |
| 2017 | "Hola Hola"    | INSP, SUIKO (Koinrush) |
| 2017 | "You in Me"    | INSP, SUIKO (Koinrush) |

### Xuất hiện trong video âm nhạc
| Năm  | Tên                       | Nghệ sĩ     | Thành viên   |
| ---- | ------------------------- | ----------- | ------------ |
| 2012 | "(Cheki☆Love)"            | Puretty     | Somin        |
| 2013 | "BABY (Shuwa Shuwa BABY)" | Puretty     | Somin        |
| 2013 | "Tell Me Tell Me"         | Rainbow     | J.Seph       |
| 2013 | "Sunshine"                | Rainbow     | B.M & J.Seph |
| 2014 | "Mamma Mia"               | Kara        | B.M & J.Seph |
| 2014 | "White"                   | DSP Friends | Somin        |
| 2014 | "Born Hater"              | Epik High   | Somin        |
| 2015 | "Choco Chip Cookie"       | Goo Ha-ra   | B.M          |
| 2015 | "Dream Candy"             | April       | Somin        |

## Đại sứ
- Đại sứ toàn cầu cho LG Electronics's G6 Smartphone (2017)
- Đại sứ khu vực Đông Nam Á cho ASICS (2019)
- Đại sứ cho trang mua sắm trực tuyến Kmall24 (2019)

## Concerts và tours

### Tour
- 2017 The 1st Tour "Wild K.A.R.D" (2017)

| Thành phố      | Ngày  |
| -------------- | ----- |
| Vancouver      | 05.03 |
| Chicago        | 05.05 |
| Houston        | 05.07 |
| Los Angeles    | 05.10 |
| Toronto        | 05.12 |
| Mexico         | 06.17 |
| Fortaleza      | 06.23 |
| Salvador       | 06.25 |
| Recife         | 06.27 |
| Rio de Janeiro | 06.29 |
| São Paulo      | 07.01 |
| São Paulo      | 07.02 |

### Showcase
- K.A.R.D Debut Party (2016)
- Wild K.A.R.D Party (2017)

### Các concert tham gia
- Toronto Kpop Con (2017)
- Summer Sonic Festival (2017)
- KCON In LA (2017)
- IMEI K-POP FENTIVAL (2017)

## Giải thưởng và đề cử

### Asia Artist Awards
| Năm  | Đề cử / Tác phẩm | Giải thưởng            | Kết quả   |
| ---- | ---------------- | ---------------------- | --------- |
| 2017 | KARD             | Rookie Award           | Đoạt giải |
| 2018 | KARD             | New Wave Award (Music) | Đoạt giải |

### CJ E&M America Awards
| Năm  | Đề cử / Tác phẩm | Giải thưởng    | Kết quả   |
| ---- | ---------------- | -------------- | --------- |
| 2017 | KARD             | Hottest Rookie | Đoạt giải |

### Seoul Music Awards
| Năm  | Đề cử / Tác phẩm | Giải thưởng          | Kết quả |
| ---- | ---------------- | -------------------- | ------- |
| 2018 | KARD             | New Artist Award     | Đề cử   |
| 2018 | KARD             | Popularity Award     | Đề cử   |
| 2018 | KARD             | Hallyu Special Award | Đề cử   |

### Korea-China Management Awards
| Năm  | Đề cử / Tác phẩm | Giải thưởng             | Kết quả   |
| ---- | ---------------- | ----------------------- | --------- |
| 2019 | KARD             | Asia Rising Star Awards | Đoạt giải |